# Monique (actriță porno)
Monique (născută Shammara Abdul-Khaaliq pe 20 ianuarie 1975 în San Diego, California) este o actriță porno americană. Ea este cunoscută sub nume diferite ca  	Monigirl, Monique și Sugar.

## Premii și nominalizări
| An   | Premiu            | Rezultat     | Nominalizare | Film                      |
| ---- | ----------------- | ------------ | --- | ------------------------- |
| 1998 | XRCO Award        | Nominalizare | Unsung Siren | N/A                       |
| 1999 | XRCO Award        | Nominalizare | Unsung Siren | N/A                       |
| 2000 | AVN Award         | Nominalizare | Female Performer of the Year | N/A                       |
| 2001 | AVN Award         | Nominalizare | Best Anal Sex Scene - Video (with Mark Davis & Mark Anthony)                                                                       | The Voyeur 17             |
| 2001 | XRCO Award        | Nominalizare | Orgasmic Oralist | N/A                       |
| 2001 | XRCO Award        | Nominalizare | Anal Queen | N/A                       |
| 2002 | AVN Award         | Nominalizare | Female Performer of the Year | N/A                       |
| 2002 | AVN Award         | Nominalizare | Best Sex Scene in a Foreign Release (with Loureen Hill, Reapley, Mercedes, Hatman, Suzy, Leslie Taylor, Alberto Rey & David Perry) | Euro Angels Hardball 11   |
| 2003 | AVN Award         | Nominalizare | Best Anal Sex Scene - Video (with Byron Long & Wesley Pipes)                                                                       | DPGs                      |
| 2004 | AVN Award         | Nominalizare | Female Performer of the Year | N/A                       |
| 2005 | AVN Award         | Nominalizare | Best Oral Sex Scene – Video (with John E. Depth)                                                                                   | Black Ass Candy           |
| 2005 | AVN Award         | Nominalizare | Best Threeway Sex Scene – Video (with Michael Stefano & Steve Holmes)                                                              | The Pussy Is Not Enough 2 |
| 2008 | Urban Spice Award | Nominalizare | Best Anal Performer | N/A                       |
| 2008 | Urban Spice Award | Câștigat     | Freakiest Girl in Porn | N/A                       |
| 2008 | XRCO Award        | Nominalizare | Best Cumback | N/A                       |